# Skoura Lhadra
Skoura Lhadra (en àrab سكورة الحدرة, Skūra al-Ḥadra; en amazic ⵙⴽⵓⵔⴰ ⵍⵃⴰⴷⵔⴰ) és una comuna rural de la província de Rehamna, a la regió de Marràqueix-Safi, al Marroc. Segons el cens de 2014 tenia una població total de 8.865 persones.